# Rokosz Zebrzydowskiego

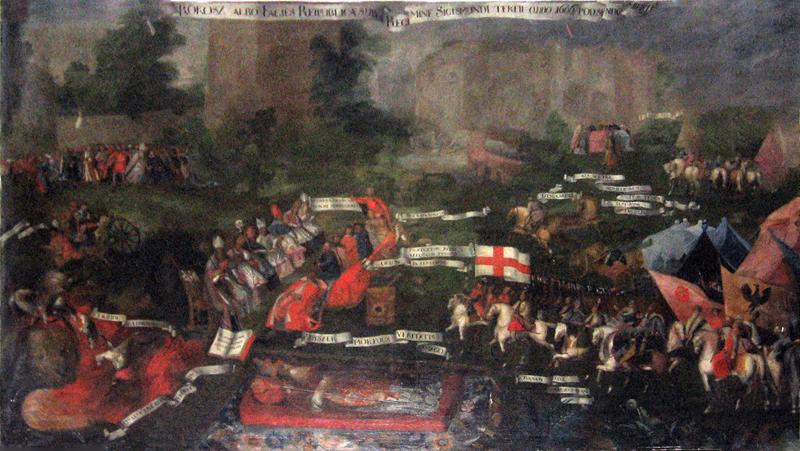
Rokosz sandomierski

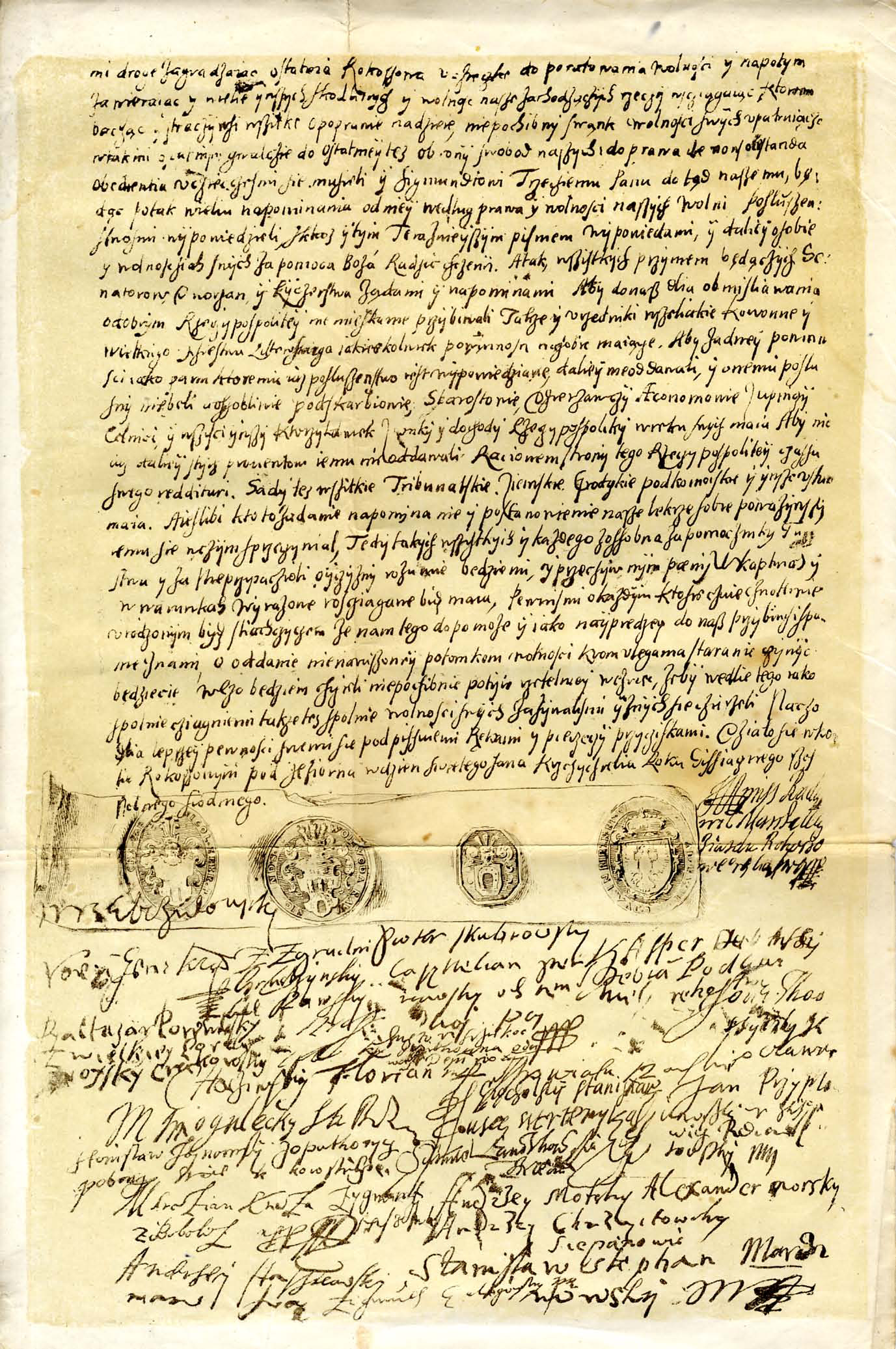
Akt detronizacji Zygmunta III wydany przez rokoszan 24 czerwca 1607 w obozie pod Jeziorną

Rokosz Zebrzydowskiego, rokosz sandomierski – zbrojne powstanie szlachty pod przywództwem Mikołaja Zebrzydowskiego i Janusza Radziwiłła przeciwko królowi Zygmuntowi III Wazie, będące właściwie wojną domową toczoną w latach 1606–1607.
Rokosz wybuchł po śmierci głównego opozycjonisty wobec polityki króla – Jana Zamoyskiego – który był przeciwnikiem zbrojnych wystąpień przeciwko władzy monarszej. Wystąpienie zostało stłumione zbrojnie, powodując spadek zaufania do władzy królewskiej.
Królowi zarzucano faworyzowanie jezuitów oraz cudzoziemców i przypisywano zamiar wprowadzenia władzy absolutnej. Z pewnością zaś wiadomo, że dążył on do ustanowienia dziedziczności tronu, pozbawienia szlachty większości przywilejów i pozostawienia izbie poselskiej jedynie głosu doradczego, a nie stanowiącego.
Spór zaostrzyło ultrakatolickie nastawienie władcy, niechętnie widziane przez różnowierców, oraz jego konflikt z wpływowym Janem Zamoyskim. Wg niektórych historyków w programie rokoszan, poza wnioskiem o ustanowienie stałego skarbu, brak było propozycji jakichkolwiek reform.
W latach 1606–1607 doszło do rokoszu Zebrzydowskiego, zwanego również sandomierskim, w którym katolicy, jak i protestanci, magnateria, jak i szlachta walczyli o zabranie monarsze prawa rozdawnictwa zwolnionych urzędów i zmuszenia go do wygnania jezuitów i cudzoziemców. Na potrzeby rokoszan wymyślony został także rokosz gliniański, który usprawiedliwiał ideę zbrojnego wystąpienia przeciw monarsze.
Przywódcami buntu zostali: wojewoda krakowski Mikołaj Zebrzydowski, podczaszy litewski Janusz Radziwiłł, Jan Szczęsny Herburt i Stanisław Diabeł Stadnicki. Pragnęli zdetronizować Zygmunta III Wazę, ponadto wprowadzić obieralność urzędników ziemskich na sejmikach oraz zmusić posłów do ścisłego przestrzegania instrukcji sejmikowych.
Pierwsza faza ruchu rokoszowego zakończyła się ugodą zawartą między królem a rokoszanami pod Janowcem w październiku 1606 r. W następnym roku rokosz jednak odżył – dzięki Januszowi Radziwiłłowi i jego stronnikom.
Rokosz zakończył się zwycięstwem króla w bitwie pod Guzowem w 1607 roku, lecz wzmocnienie władzy królewskiej zostało udaremnione. Aby się przed nim ustrzec, sprecyzowano dawniejszy przepis o prawie do wypowiedzenia królowi posłuszeństwa oraz nakazano senatorom rezydentom zdawać sprawę sejmowi z urzędowania przy boku monarchy. Król zgodnie z wolą magnatów (niechętnych wzmocnieniu jego władzy) odstąpił od wymierzenia kar buntownikom.
Według oceny historyka: Zamiast reformy, sejm przyniósł fatalne precedensy: kilka manifestów przeciw uchwałom, żadnych konstytucyi, nakoniec rokosz. W tym rokoszu wódz Zebrzydowski użył za hasło agitacyjne właśnie starą zasadę jednomyślności, zaatakowaną świeżo przez dwór. Malkontenci różnych wyznań i różnej wartości moralnej skupili się na tej platformie. Dwór jeszcze podczas sejmu stchórzył, dla uratowania podatków uznał urzędownie prawidło powszechnego przyzwolenia. Niewiele to pomogło. Polała się krew. Rokoszanie ulegli, ale ich wspólna idea, idea złotej wolności, wyszła bez szwanku, tryumfująca, nawet uświęcona nowemi ustawami. Dlaczego? Głównie podobno dlatego, że opozycya lepiej wiedziała, o co walczy; regalistom zabrakło wspólnej wiary konstytucyjnej.